# سیکاسو
شهر سیکاسو (به فرانسوی: Sikasso) مرکز استان سیکاسو در کشور مالی است.